# 莫世健
莫世健（1956年4月—）是一名祖籍中國重庆的法学博士，专长為国际经济法，海商法和世界貿易組織法等。他曾任教於香港城市大學法學院，先後任職中國政法大學國際法學院院長和澳門大學法學院院長，亦曾任中國國際經濟貿易仲裁委員會仲裁員和中國海事仲裁委員會仲裁員。他亦在2015年獲聘任為最高人民法院「一帶一路」司法研究中心研究員和最高人民法院涉外商事海事審判專家。
2018年6月，莫世健因涉嫌性侵被捕，澳門大學隨之終止其職務。

## 經歷
莫世健於1956年出生在重庆，先後毕业于吉林大学、加拿大戴尔豪斯大学和澳大利亞悉尼大学，取得了澳大利亞的律師資格證後前往香港大學任教。2003年2月，他認為中國大陸的發展前景更佳，於是到中国政法大学工作，擔任中国政法大学国际法学院院长、贸易救济研究中心主任及博士生导师，同時兼任著國際統一私法協會理事和中國國際經濟法學會副會長等職務。
莫世健重視鍛煉和加強學生的英語水平及雙語教學，其著作《國際貨物買賣與支付》和《普通法商法原則》被評為中國教育部雙語示範課程，其國際法雙語教學團隊也被評為北京市優秀教學團隊。他亦常就國際事件如2018年中美貿易爭端、美國實施《台灣旅行法》等在中國官方媒體《環球時報》發表評論，又曾撰文譏諷西方式民主。
莫世健於2011年12月出任澳門大學法學院院長，任期三年。在他任職期間，澳門大學法學課程不再獲得葡萄牙認可。澳門資深律師華年達認為莫世健任職院長是一個錯誤，他認為雖然莫世健的學術水平有一定水平，但不適合擔任院長一職，認為他在校內做的一些不成功的改變方式有誤，是澳門大學課程不再受葡萄牙科英布拉大學認可的一個原因。

### 批評澳門民間公投
2014年澳門行政長官選舉時期，由於行政長官參選人僅有崔世安一人，故有團體為了瞭解澳門市民對澳門特首選舉而發起「民間公投」希望。對此莫世健在《環球時報》撰文，以「澳門『民間公投』，香港的低級翻版」（指香港6.22民間全民投票）為標題，批評「民間公投」將特首選舉「庸俗和娛樂化」以及是一場「鬧劇」。他又為澳门原有行政长官選舉制度辯護，認為由400人組成的特首選舉委員會已代表了澳門多數公衆的意志。

### 性侵罪成
2018年6月26日，莫世健因涉嫌性侵一名在澳門某所大學就讀的中國內地女學生而被司警拘捕。據媒體報導，莫世健在案發前聯同數名友人開設飯局，邀請被害女大學生出席。在飯局後，莫世健等人帶同受害人到娛樂場所，並涉嫌性侵受害人。包括涉案者莫世健以及其他有身份者及高等教育工作人員在內，當時至少有4人在場。6月28日，澳門大學稱已終止其合約及其職務，在官網上亦刪除了莫世健的資料。警方對莫世健採取羈押候審的強制措施，又表示經偵查後有證據顯示存在犯罪事實。
2019年2月15日，莫世健與兩名嫌犯李玉培和楊曼曼獲判無罪釋放，法官認為雖莫世健有用手指伸入被害人的內褲，但被害人在整個親熱過程中沒有反抗或不情願動作，亦沒有向別人求救。法官又認為，已婚的被害人可能為免讓家人發現她曾與別人發生性行為而報案聲稱被強姦，檢察院不服判決並向中級法院提起上訴。2021年1月25日，中級法院判處莫世健6年徒刑並須向被害人支付10萬澳門元的精神損害賠償